# SICPA
SICPA (acronyme de l'ancien nom « Société industrielle et commerciale de produits alimentaires ») est le leader mondial dans la fourniture d'encres et de solutions de sécurité pour la plupart des billets de banque du monde ainsi que pour les passeports, tickets de transport, cartes plastifiées ou billets de loterie à gratter. La société se positionne également depuis les années 2000 sur le marché de la traçabilité sécurisée de produits soumis à des droits d'accises (tabacs, alcools, ou carburants) ou réglementés (par exemple, produits halal).
Les produits de la société visent à assurer la protection de la valeur et de l'intégrité des droits mondiaux de propriété industrielle et intellectuelle ainsi que l’augmentation des recettes fiscales par une combinaison de la technologie des encres de sécurité et de la technologie de suivi sécurisé et de traçabilité.
SICPA a son siège et ses autres activités de direction à Prilly à proximité de Lausanne, en Suisse. L'entreprise possède des sites de production dans 30 pays sur les cinq continents, d'où elle a fourni des services à plus de 180 États.
Elle fait l'objet de nombreuses polémiques pour son manque de transparence, l'opacité voire l'illégalité  de certains contrats et des accusations de corruption. En Suisse, elle est condamnée pour responsabilité pénale en lien avec des actes de corruption.

## Histoire

### Création et développement des activités d'encres de sécurité
En 1927, à Lausanne, Maurice Amon (1880-1959) crée une société de produits agricoles, alimentaires et vétérinaires (notamment de graisse à traire) et la nomme Société Industrielle et Commerciale de Produits Alimentaires (SICPA),. La société se diversifie rapidement sur les encres pour imprimeries.
Après la guerre, ses fils Albert (1916-2010) et Salvador (1912-1993), reprennent la direction et orientent la société vers des encres sophistiquées, dont le but est qu'elles soient inimitables afin d'empêcher la contrefaçon. En 1948, l’entreprise fournit à l’Espagne une encre sécurisée pour l’impression d’un nouveau billet de banque de 100 pesetas.
Albert Amon s'allie à un ami italien Gualtiero Giori, spécialiste de l'impression, qu’il convainc de s’installer à Lausanne. Giori fonde en 1965 une société avec son concurrent, le britannique De La Rue, le plus ancien imprimeur fiduciaire du monde.
Albert crée un standard pour les encres de sécurité des billets de banque, qui définit des normes relatives à la qualité d'impression ainsi qu'à la résistance physique et chimique des encres. En 1969, Interpol avalise ces normes.
La société se développe alors sur ce marché à l'international : en 1982, la société obtient un contrat, signé avec le Bureau of Engraving and Printing des États-Unis. En 1987, le premier billet utilisant l'encre OVI à changement de couleur est émis, en Thaïlande. En 2002, SICPA fournit des encres sécurisées pour le nouvel Euro. La société reprend les activités encres de sécurité de la société américaine Flint Ink. La société est présente selon ses déclarations dans 37 pays différents.
En 1990, l’usine quitte ses locaux d’origine et s’installe à Chavornay, le siège social et une partie des bureaux demeurent à Prilly, près de Lausanne.
En 1996, pour pallier une implantation délicate de SICPA en Australie, la Société de banque suisse (SBS) et la Banque cantonale vaudoise (BCV) s'associent aux commandes, Albert se retire, ses fils Philippe et Maurice entrent dans le conseil d'administration.

### Développement des activités d’authentification et de traçabilité à l’international dans les années 2000
En septembre 2005, la société revend sa division encres d’emballage au groupe Siegwerk.
En 2006, SICPA lance une nouvelle génération de technologies de sécurisation des billets de banque, adoptée dans plus de 90 pays.
En 2010, elle acquiert la société Meyercord Revenue Inc, basée aux États-Unis.
En 2013, SICPA acquiert l'activité R&D d'Olivetti I-Jet, filiale d’Olivetti S.p.A., une société italienne.

### Diversification des activités à partir de 2016

#### Secteur du numérique
La société explique en juin 2017 accélérer l’acquisition d’innovations externes en investissant dans des start-up suisses, par exemple dans le domaine de la sécurité numérique.
Fin 2017, SICPA s'associe à l’initiative « Center for Digital Trust » de l’École polytechnique fédérale de Lausanne (EPFL), qui crée deux chaires d’enseignement et de recherche sur le sujet de la confiance numérique et de la cybersécurité.
En 2019, SICPA s’associe avec le Swiss Center for Biometrics Research and Testing dans le cadre de recherches en biométrie.
En 2020, lors de la pandémie de Covid-19, SICPA développe une application visant à consulter via un QR Code les résultats de tests Covid d'une personne et tenant lieu de passeport sanitaire.
En 2024, l’entreprise développe le marquage de carburants (essence, diesel, kérosène).
SICPA revendique en 2024 le dépôt de plus de 6 000 brevets et emploie 300 chercheurs en Suisse, en Espagne, aux États-Unis au Maroc et en Malaisie dans des domaines aussi variés que la chimie, l'optique, la science des matériaux, la cybersécurité, l'identité numérique ou de la sécurisation des transactions numériques.

### Campus Unlimitrust (Anciennement Square One)
En 2019, SICPA entame la construction d’un campus à Prilly du nom de « Square One » plus tard renommé « Unlimitrust Campus ». À terme, 10 % du site sera occupé par SICPA, le reste de l’espace par d’autres entreprises dont de nombreuses start-up.
Le site peut accueillir jusqu’à 1300 personnes. Le projet prend le nom de campus unlimitrust en 2022.  Il abrite 35 entreprises à son inauguration en 2023 dont des entreprises de cybersécurité et d'intelligence artificielle telles que Approach Cyber, AICA, RUAG, Effixis et Visium.
Le campus rejoint en novembre 2023 les 7 autres technopoles vaudois sous l’égide d’Innovaud, l’agence pour la promotion de l'innovation et de l'investissement du canton.

### Historique des logos

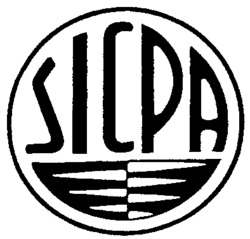
Logo de l'entreprise SICPA en 1996
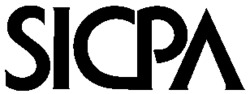
Logo de l'entreprise SICPA en 1997
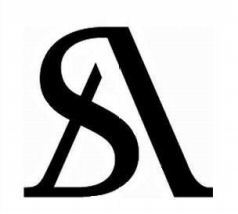
Logo de l'entreprise SICPA en 2008
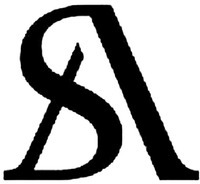
Logo de l'entreprise SICPA en 2014
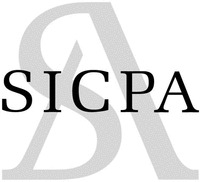
Logo de l'entreprise SICPA en 2016

## Activités

### Technologies de sécurité
- Les encres et technologies de sécurité constituent l’activité historique de la société, notamment celles pour les billets de banque ou les documents et titres officiels tels que les passeports[28]. L’entreprise travaillerait avec les banques centrales de la plupart des pays et ses encres entreraient en 2019 dans la composition de près de 90 % des billets de banque en circulation[29].
- La société propose des solutions et des services de protection des produits et des marques à l'industrie, afin de garantir l'intégrité de la chaîne logistique. Le système est constitué de solutions d'authentification intégrées et multi-couches, de solutions anti-effraction ainsi que de solutions d'identification et de traçabilité[30].
- La société est enfin positionnée depuis sur les solutions intégrées de traçabilité sécurisée[30] consiste à doter d’un timbre sécurisé ou à apposer une marque directe sur les produits soumis à des droits d’accises, tels tabac, alcools, bières ou pétrole[31].

### Lobbying
SICPA est inscrite depuis 2015 au registre de transparence des représentants d'intérêts auprès de la Commission européenne. Elle déclare en 2018 pour cette activité des dépenses annuelles d'un montant compris entre 100 000 et 200 000 euros.
Selon le Center for Responsive Politics, les dépenses de lobbying de SICPA Holdings aux États-Unis s'élèvent en 2017 à 170 000 dollars.
En 2021, la diffusion des Pandora Papers révèle que la société a versé 1 million € à Dominique Strauss-Kahn dans des paradis fiscaux pour des activités de lobbying hors d'Europe en 2016 et 2017. En 2015, SICPA avait initialement officiellement démenti travailler avec Dominique Strauss-Kahn.

## Organisation

### Effectifs et chiffres clés
L'entreprise ne communique pas sur ses chiffres (nombre d'employés, de bureaux, localisation de ces derniers etc.) mais aurait un chiffre d'affaires de 750 millions $ en 2003 et 1,5 milliard en 2015. Elle serait passée de 1 100 salariés à 3 000 entre 2007 et 2013, avec entre autres de nombreuses acquisitions. Environ 400 personnes travaillent à son siège de Prilly, près de Lausanne. Depuis 2014, la société s'est cependant séparée d'une centaine de collaborateurs en Suisse, à la suite d'une réorganisation de deux de ses activités traçabilité et a mené un « plan de réorganisation » touchant 150 salariés en 2017. À la suite d’une enquête fédérale pour corruption présumée au Brésil l’entreprise aurait en 2017, selon des sources internes, perdu plusieurs contrats et licencié 850 personnes, soit un tiers de ses effectifs mondiaux.

### Gouvernance
De 2000 à 2003, Jean Daloglou a été le CEO du groupe, remplacé de 2003 à 2005 par Jan Secher. SICPA est aujourd'hui détenue et dirigée par Philippe Amon. Ce dernier a licencié son frère Maurice Amon en 2015.

## Mises en cause et controverses

### Suisse
En juin 2019, la lettre de veille juridique suisse Gotham City révèle que Sicpa est visé par une procédure pénale du Ministère public de la Confédération (MPC) en Suisse pour des faits de corruption au Brésil,. Le même mois, le Ministère public de la Confédération « confirme mener une procédure pénale depuis 2015, qui s'est étendue entre-temps à des faits de corruption au Brésil » et rappelle qu'à ce stade « toutes les parties sont présumées innocentes ». L'enquête vise à établir si la société suisse avait validé ou non les pratiques de corruption qui ont abouti à une condamnation judiciaire en première instance au Brésil.
En août 2019, Gotham City publie un second article, repris par la presse suisse précisant que « Sicpa est soupçonnée d’avoir corrompu des fonctionnaires dans quatorze pays »,. L’article révèle que l'enquête fédérale a été déclenchée à la suite d'une demande d’entraide adressée par les Etats-Unis en décembre 2014, puis par le Luxembourg en 2016. Les informations reçues dans ce cadre ont d’abord conduit le MPC à enquêter sur d’éventuels pots-de-vin versés au Togo, au Ghana et aux Philippines. Sicpa « assure collaborer avec la justice » et estime que ses « procédures anti-corruption [sont] au niveau des meilleures pratiques ».
En juin 2021, il est révélé que l'enquête est en cours depuis 2015 et qu'elle a été élargie à l’administrateur-délégué et propriétaire de la société, Philippe Amon. Les pratiques visées concernent 14 pays : Togo, Ghana et Philippines, Egypte, Inde, Kazakhstan, Colombie, Nigeria, Pakistan, Sénégal, Vietnam, Venezuela, Ukraine et le Brésil.
En avril 2023, la justice suisse condamne l’entreprise pour « pour responsabilité pénale en lien avec des actes de corruption » car en raison de « défauts constatés dans l’organisation de l’entreprise, des employés de SICPA avaient pu verser des paiements corruptifs à des agents publics étrangers dans le cadre d’affaires au Brésil, en Colombie et au Venezuela ». Elle est condamnée à reverser 80 millions de francs suisses à la justice helvétique à titre d'indemnité compensatoire pour les bénéfices réalisés au Brésil ainsi qu’à une amende d'un million de francs suisses. Le Ministère public de la Confédération condamne également un ancien directeur des ventes de l’entreprise pour “ corruption d’agents publics étrangers “,.

### Amérique latine
En 2015, au Brésil, la société est soupçonnée de corruption dans une enquête relative à l'attribution d'un contrat concernant le suivi des consommations de boisson (SICOBE). Charles Nelson Finkel, vice-président exécutif de SICPA aurait versé 14.5 millions $ de pots-de-vin à des fonctionnaires de l'agence de l'Impôt fédéral et de la Monnaie brésilienne afin de s'assurer l'obtention du contrat de plusieurs milliards d'euros. En mai 2019, un ancien dirigeant de Sicpa au Brésil est condamné en première instance par un tribunal de Rio de Janeiro à 11 ans et demi de prison pour les faits de corruption. En juin 2021, SICPA signe un « accord de clémence » impliquant le versement d'un montant total de 762,7 millions de reais (125M€) en amendes et remboursements dans le cadre d’un accord de collaboration avec les autorités locales.
Le gouvernement brésilien poursuit sa collaboration avec l'entreprise sur un autre produit (traçabilité des produits du tabac (contrat SCORPIOS), prolongé en 2017).
En 2017, les poursuites pour corruption en cours au Brésil font naître une polémique en Équateur après la signature d'un contrat de traçabilité de 73 millions $ de SICPA dans le pays : selon le journal La Hora, « le système n'a pas été exempt de controverse en raison de son coût, des liens avec une société poursuivie au Brésil, et parce que la société Sicpa était la seule à avoir soumis une proposition ».

### Maroc
D'après le journal Jeune Afrique, le contrat attribué à SICPA en 2010 pour le marquage fiscal des boissons et du tabac coûterait, selon ses détracteurs et à prestations similaires, 15 fois plus au Maroc qu'à la Turquie, et deux fois plus au Maroc qu'au Brésil. Néanmoins, selon le consultant Michael Norgrove, qui s’exprime en octobre 2014 dans une publication de l’OMD : « [Grâce au passage d'un système manuel à un système automatique], le commerce illicite a diminué, les analyses s’en sont trouvées améliorées, des économies d’effectifs ont été réalisées et la production a pu être contrôlée ».
En 2015, SICPA reconduit finalement son contrat avec le Maroc pour une durée de 5 ans, et aurait réduit ses prix de 20 à 30 %. Ce renouvellement fait à nouveau l'actualité en 2017 quand, dans le cadre des Malta Files, Mediapart et Le Desk accusent SICPA d'avoir « distribué 5,5 millions de commissions occultes à un lobbyiste via un montage financier transitant par des paradis fiscaux », « des paiements occultes qui posent d’autant plus question que Sicpa bataillait à la même période pour obtenir le renouvellement d’un contrat très controversé au Maroc ».
En 2019 Sicpa, au terme « d'une bataille rude avec plusieurs concurrents internationaux », reconduit le contrat, avec des baisses de tarif de 30 à 50 % par rapport à 2015.

### France

#### Traçabilité du tabac
En France, selon Le Journal du dimanche de juillet 2014 citant des sources au ministère de l'économie français, SICPA développe depuis 2008 une « stratégie hyper-offensive de lobbying » auprès de Bercy pour se voir attribuer la mise en place de la traçabilité des cigarettes. Le ministre Pierre Moscovici, dans un projet de décret « sur mesure pour Sicpa » selon le journal, préconise en 2014 l'utilisation de timbres similaires à ceux produits par SICPA. En parallèle, la société promet de construire des usines dans le département du ministre. En mars 2017, la chaine BFM TV présente le président du groupe socialiste à l'Assemblée nationale Bruno Le Roux comme le « lobbyiste de luxe d'une sulfureuse société suisse », qui a déposé à trois reprises des amendements pour ouvrir le marché de la traçabilité du tabac à la société.

#### Contrat avec la Poste à Périgueux
Le Journal du Dimanche présente en 2014 la société comme « bien connectée » à la suite de l'attribution d'un contrat à SICPA dans des conditions critiquées par un concurrent. Alain Roset, alors responsable du projet à La Poste explique : « Nous n'avons pas réussi à nous entendre avec PopimsCode, dont la technologie n'était pas aussi complète que celle de SICPA ».
Après l'obtention du contrat, SICPA promet la création de plus de 200 emplois à Périgueux. À l’été 2014, l'entreprise n'aura engagé qu'une personne, Michel Moyrand, 65 ans,vice-président socialiste de la Région et ancien maire de Périgueux. Mais, selon le journal Sud Ouest, les doutes sur un possible conflit d’intérêt sont en fait « écartés ». Michel Moyrand renonce finalement à ses fonctions chez SICPA en octobre 2014.

#### Procès en diffamation
En 2021, SICPA perd n appel un procès en diffamation contre BFMTV et l'auteur de l'article  de 2017, « Bruno Leroux, lobbyiste de luxe d'une sulfureuse société suisse ».  Son pourvoi en appel est rejeté en juin 2022.

### Kenya
SICPA est attaquée en 2016 au Kenya pour des pratiques polémiques dans l'obtention d'un marché public en 2010. Raila Odinga, ancien premier ministre kényan et opposant du régime en place, accuse SICPA d’avoir « obtenu de façon illicite un contrat à hauteur de plus d’une centaine de millions de francs suisses auprès du Département des finances à Nairobi (Kenya Revenue Authority, KRA). » La Tribune de Genève relaye également que selon la presse kényane SICPA « l’aurait obtenu bien avant son inscription au registre du commerce kényan. Elle n’aurait en outre pas répondu aux critères des autorités » mais qu' « aucun document n’étaye une éventuelle malversation au Kenya [et que] la KRA se dit très satisfaite des services rendus par SICPA », et que « [SICPA] rejette en bloc toutes ces accusations mais ne s’en étonne pas. Il s’active sur le marché exposé des contrôles de traçabilité et d’authentification de produits hautement taxés, donc très fraudés. ».
Maurice Juma, directeur de l'agence chargée de la revue des achats publics, déclare en 2016 au Parlement : « selon les lois existantes sur les marchés publics, ce contrat a été obtenu par des moyens frauduleux et ne peut continuer » rapporte Daily Nation, principal journal kényan. En février 2018, Edward Ouko, à la tête de l'agence publique anti-corruption du Kenya, confirme que le contrat attribué à SICPA sans appel d'offres compétitif l'a été avec des irrégularités et en violation de la réglementation locale. En avril 2018, le juge John Mativo déclare illégal les modalités du projet d'extension de la plateforme EGMS, qui vise à élargir le champ d'application du système de gestion des biens marqués en y incluant l'eau en bouteille, les soft drinks, les jus ou encore les cosmétiques, dont SICPA est bénéficiaire. En mai 2018, la KRA, le Trésor National et SICPA obtiennent un sursis du jugement en cour d’appel, et le programme EGMS est relancé[réf. à confirmer]. Au terme de ce contrat en 2022, le leader de l'opposition estime que le prix artificiellement élevé des marquages a permis à SICPA un profit de 64 milliards de schillings (soit environ 415 millions de francs suisse) au détriment des consommateurs.
Lors du renouvellement de ce contrat en 2023, SICPA est écartée de la procédure d'appel d'offres en raison de sa condamnation pour « manquements dans la prévention de la corruption » par la Suisse, rejet confirmé en appel,.

### Efficacité de ses solutions
SICPA explique que son soutien au protocole de l’OMS, qui impose un système de traçabilité indépendant de l’industrie et auquel les cigarettiers sont opposés, a créé un bras de fer entre l’industrie du tabac et la société, qui se joue sur le terrain de la communication publique et du lobbying. Le conflit récurrent entre cigarettiers et SICPA se traduit aussi dans des polémiques sur l'efficacité des produits SICPA, illustrée par une enquête du journal d'investigation Balkan Insight ou du quotidien économique de référence en Malaisie, The Edge. À l'inverse, SICPA, par la voix de sa directrice des affaires publiques, affirme que « l’efficacité de [leur] technologie n’est plus à prouver ».  Au Kenya, le leader de l'opposition Opiyo Wandayi estime que le marquage fiscal est un échec, sachant qu' « il y a plus de timbres fiscaux contrefaits au Kenya que de produits contrefaits qu'ils sont censés contrôler ».